# Parafia św. Andrzeja Apostoła w Siedlikowie
Parafia Świętego Andrzeja Apostoła w Siedlikowie – parafia rzymskokatolicka znajdująca się w diecezji kaliskiej, w dekanacie Ostrzeszów.